# Медведки (Архангельская область)
Медведки — деревня в Котласском районе Архангельской области. Часть бывшего села Вотлажма. Входит в состав муниципального образования (сельского поселения) «Черёмушское».

## География
В деревне протекает река Ухтомка. Близлежащие деревни Заухтомье, Бурмасово, Пустошь.

## Население
| 2002 | 2010 | 2012 |
| ---- | ---- | ---- |
| 3    | ↘2   | ↘1   |

## Известные люди
В этой деревне родился Николай Герасимович Кузнецов — советский военно-морской деятель, адмирал Флота Советского Союза. В деревне создан музей его памяти.